# Moosalp
De Moosalp is een 2042 meter hoge bergpas in het Zwitserse Wallis. De pasweg vormt de verbinding tussen Bürchen boven het Rhônedal en Stalden in het Mattertal. De top ligt te midden van almen, ten noorden van de 2979 meter hoge uitzichtsberg Augstbordhorn.
Vanaf de Moosalp heeft men een mooi uitzicht op de Berner Alpen, de Dom in het Mischabelmassief en de Monte Leone.
De pasweg is in de zomer voor verkeer opengesteld. Vanaf begin juni tot begin september zorgt een Alp met circa 120 koeien voor traditionele taferelen. Gedurende de winter wordt op de hellingen van de Törbeltälli boven de Moosalp geskied. De pas is dan alleen vanuit Stalden over de weg te bereiken. Vanuit Bürchen voeren skiliften naar de Moosalp.
Albrun · Albula · Alpe Gesero · Bernina · Brünig · Chasseral · Croix · Ferret · Flüela · Forclaz · Furka · Furggu · Gemmi · Glas · Glaubenberg ·  Glaubenbüelen · Gries · Grimsel · Grote Scheidegg · Grote St.-Bernhard · Gurnigel · Gueulaz · Jaun · Julier · Klausen · Kleine Scheidegg · Kunkel · Lenzerheidepas · Livigno · Lukmanier · Maloja · Moosalp · Morgins · Mosses · · Saanenmöser · Neggia · Nufenen · Oberalp · Ofen · Pillon · Planches · Pragel · San Bernardino · Sanetsch · Schallenberg · Simplon · Sint-Gotthard · Splügen · Susten · Umbrail · Vue des Alpes · Wolfgang